# Павєлкін Михайло Іванович
Михайло Іванович Павєлкін (14 вересня 1900, Алексєєвське — 15 травня 1955, Київ) — радянський військовий діяч, генерал-лейтенант танкових військ.

## Біографія
Народився 1 (14) вересня 1900 року в волосному селі Алексєєвському Казанської губернії (нині селище міського типу, центр Алексєєвського району Республіки Татарстан). Росіянин.
Під час Громадянської війни працював завідувачем військовим відділом Алєксєєвського волосного виконкому Казанської губернії. У 1919 році вступив до лав РКП (б).

### Військова служба

#### Довоєнний період
У 12 серпня 1920 року призваний до лав Червоної армії, після чого направлений на посаду помічника військового комісара ветеринарного лазарету КонУпраФорма в Таганрозі.
З березня 1921 року служив в 1-й трудовій бригаді Донецької трудової армії на посаді начальника політпросвітвідділу політвідділу бригади, з квітня 1921 року помічник військового комісара 1-го трудового полку, з 22 вересня 1921 року помічник командира 3-го трудового полку по політчастині. У березні 1922 року призначений на посаду політрука роти 453-го Замоскворецького полку, перетвореного в 151-й Замоскворецький полк (51-та стрілецька дивізія).
У серпні 1922 року направлений на навчання на відділення військових комісарів до Харківської вищої школи комскладу, після закінчення якого з березня 1923 року призначався на посади секретаря бюро ВКП (б) 15-го і 13-го кавалерійських полків (3-тя Бессарабська дивізія, Український військовий округ), а 26 жовтня 1927 року — на посаду військкома 12-го автобронетанкового дивізіону (2-й кавалерійський корпус).
У листопаді 1930 року направлений на навчання на Ленінградські бронетанкові курси удосконалення командного складу, після закінчення яких з травня 1931 року працював на посаді помічника по стройовій частині 1-го автобронедивізіону Кавказької Червонопрапорної армії.
У грудні 1931 року призначений на посаду керівника по моторизації Бакинської піхотної школи імені Орджонікідзе, в червні 1932 року — на посаду командира 33-го танкового батальйону і начальника табірного збору автобронетанкових військ Кавказької Червонопрапорної армії, а в липні 1933 року — на посаду командира і комісара 36-го танкового батальйону (6-а Забайкальская дивізія, ОЧДСА).
У лютому 1936 року йому присвоєне військове звання майора і він направлений на курси при Військовій академії механізації і моторизації РСЧА імені Сталіна, які закінчив у січні 1937 року.
У вересні 1937 року призначений на посаду командира 8-ї легкотанкової бригади (20-й танковий корпус), перебуваючи на якій, брав участь в бойових діях на Халхин-Голі, за відзнаки в ході яких був нагороджений орденом Червоного Прапора і монгольським орденом Червоного Прапора.
З грудня 1938 року — полковник. У 1939 році закінчив курси удосконалення начальницького складу автобронетанкових військ. З 29 жовтня 1939 року — комбриг.
З 4 червня 1940 року — генерал-майор танкових військ. 15 листопада 1940 року призначений на посаду заступника командира 5-го механізованого корпусу, 11 березня 1941 року — на посаду командира 29-го механізованого корпусу, в травні — на посаду начальника автобронетанкового управління Далекосхідного фронту, а 3 червня — на посаду начальника автобронетанкового управління Закавказького військового округу.

#### Німецько-радянська війна
30 березня 1942 року звільнений з попередньої посади і зарахований у розпорядження командувача Кримським фронтом. 25 квітня 1942 року призначений на посаду начальник Горьковського автобронетанкового центру, 1 червня — на посаду командира 16-го танкового корпусу, який брав участь в ході Воронезько-Ворошиловградської оборонної операції і Сталінградській битві.
12 жовтня 1942 року призначений на посаду начальника Молотовського автобронетанкового навчального центру, в червні 1943 року — на посаду заступника по формуванню командувача Костеровським військовим танковим табором, 25 вересня 1944 року — на посаду командувача Харківським танковим військовим табором, а в січні 1945 року — на посаду командувача бронетанковими і механізованими військами 3-го Українського фронту. Брав участь в Будапештській та Віденській операціях. Генерал-лейтенант танкових військ з 19 квітня 1945 року.

#### Повоєнний період
У червні 1945 року призначений на посаду заступника командувача бронетанковими і механізованими військами Південної групи військ.
У березні 1947 року був направлений на навчання на вищі академічні курси при Вищій військовій академії імені К. Є. Ворошилова, після закінчення яких у червні 1948 року призначений на посаду командувача бронетанковими і механізованими військами Київського військового округу, а в лютому 1951 року — на посаду старшого військового радника командувача бронетанковими і механізованими військами Чехословацької армії.

Могила М. І. Павєлкіна

З 22 січня 1955 року у відставці. Помер 15 травня 1955 року в Києві. Похований в Києві на Лук'янівському військовому цвинтарі (ділянка № 2).

## Нагороди
Нагороджений орденом Леніна, трьома орденами Червоного Прапора, орденом Суворова 2-го ступеня, орденом Кутузова 2-го ступеня, орденом Вітчизняної війни 2-го ступеня, медалями «За оборону Сталінграда», «За перемогу над Німеччиною», «За взяття Відня», «30 років Радянській Армії та Флоту», монгольським орденом Червоного Прапора.

## Вшанування пам'яті
Одна з вулиць селища Алєксєєвського носить ім'я Павелкіна.